# Simon Harmon Vedder

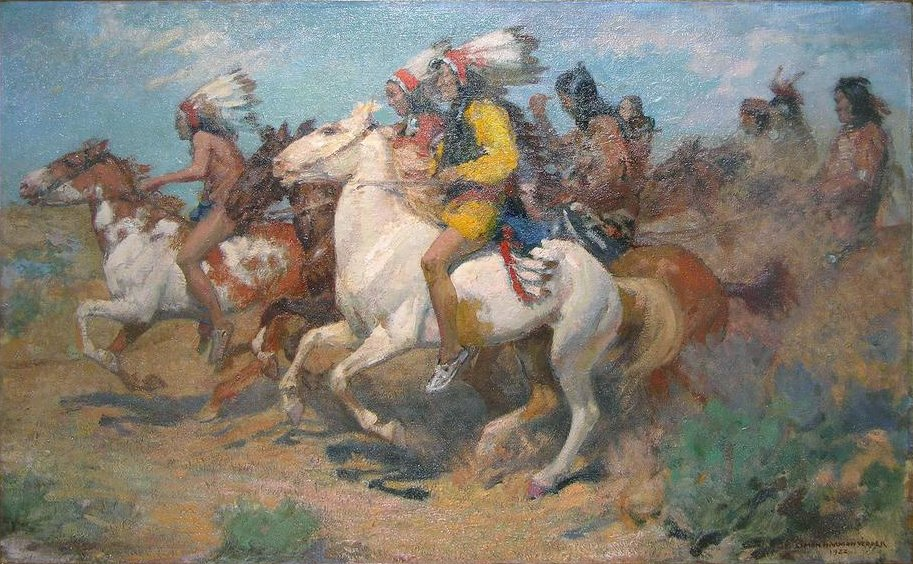
Sioux-Indianer auf dem Weg zum Powwow von Simon Harmon Vedder, 1922

Simon Harmon Vedder (* 1866 in Amsterdam, New York, USA; † 1937 vermutlich in London) war ein amerikanischer Maler, Bildhauer und Illustrator.

## Leben
Simon Harmon Vedder wurde 1866 in Amsterdam, New York, geboren. Er studierte zunächst an der Metropolitan Museum School in New York und setzte seine Ausbildung später in Paris fort, unter anderem an der Académie Julian und der École des Beaux-Arts. Dort lernte er bei William-Adolphe Bouguereau, Léon Glaize und Jean-Léon Gérôme. Um 1890 gehörte er zur Künstlerkolonie in Étaples an der französischen Küste, bevor er sich mit seiner Frau Eva Roos in London niederließ. Er arbeitete als Illustrator für Bücher und Zeitschriften und lieferte Illustrationen für Ausgaben wie Uncle Tom’s Cabin (1866) und The Talisman von Sir Walter Scott. Er stellte bei der Royal Academy aus und war Teil der amerikanischen Sektion auf der Weltausstellung in Paris im Jahr 1900. Simon Harmon Vedder starb im Jahr 1937.

## Werk

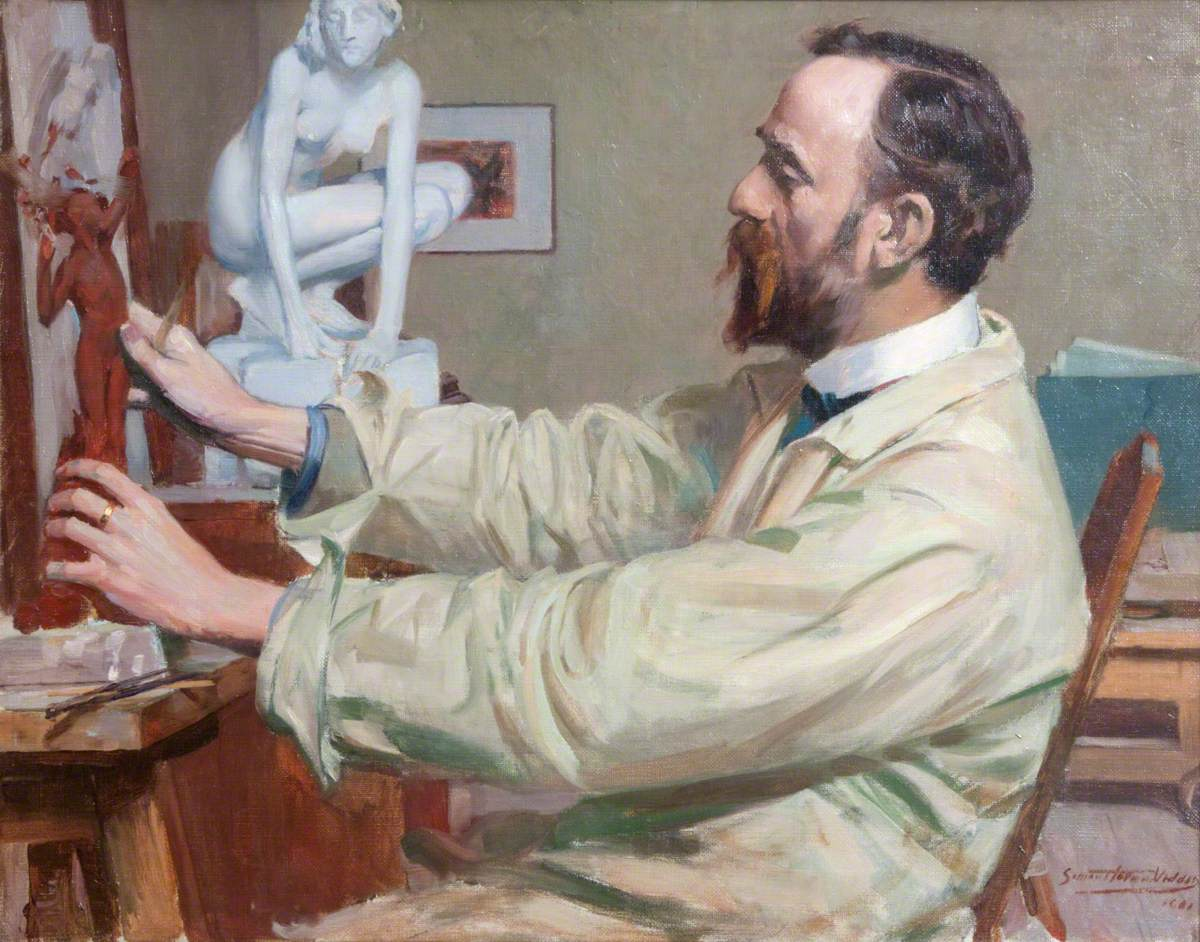
William Goscombe John porträtiert von Simon Harmon Vedder, 1901. National Museum Wales

Simon Vedder schuf vor allem Genrebilder mit historischen oder Alltagsszenen, darunter Motive wie Sioux Indians Going to Pow Wow (1922) und romantische Figurenstudien wie Young Breton Girl in Profile (1890), aber auch Landschaften und maritime Motive. Seine Illustrationen verbinden naturalistische Darstellung mit erzählerischem Gehalt und zeichnen sich häufig durch eine fein ausgearbeitete Komposition und stimmungsvolle Lichtgebung aus. Simon Harmon Vedder war als Maler, Bildhauer und Illustrator aktiv, und seine Werke wurden weltweit in Museen und Galerien gezeigt.